# Мельник, Андрей Афанасьевич
Андре́й Афана́сьевич Ме́льник (укр. Андрій Атанасович Мельник; 12 декабря 1890, Воля Якубова, Дрогобычский уезд, Австро-Венгрия — 1 ноября 1964, Клерво, Люксембург) — украинский военный и политический деятель, один из активных участников украинского националистического движения, полковник армии Украинской Народной Республики, один из ближайших соратников Евгения Коновальца, командовал сотней Легиона украинских сечевых стрельцов на австро-российском фронте в Первой мировой войне, один из организаторов Украинской войсковой организации. С 1938 — председатель Провода ОУН. С 1945 года находился в эмиграции.

## Ранние годы
Родился в крестьянской семье, относившейся к украинской грекокатолической церкви восточного обряда в селе Воля Якубова Дрогобычского уезда на Львовщине.
В 1912 году в Вене начал учиться на инженера, после поступил на службу в австро-венгерскую армию.
В 1914—1916 годах Мельник командовал сотней Легиона украинских сечевых стрельцов на австро-российском фронте. В 1916 году попал в плен, находился в лагере под Царицыном (сейчас Волгоград). 6 января 1917 года в составе группы галицийских пленных бежал из лагеря и вскоре добрался до Киева. В январе 1918 года — один из организаторов куреня сечевых стрельцов, начальник штаба куреня, а после формирования полка — начальник штаба полка. 19 декабря 1918 года ему было присвоено звание атамана Армии УНР. В марте-июне 1919 — начальник Штаба действующей армии, в июле—августе 1919 года — помощник коменданта группы сечевых стрельцов. В конце 1919 года был интернирован поляками в Ровно.
В 1920—1921 годах — инспектор военных миссий УНР в Праге.
В 1922 году в Чехословакии получил диплом и вернулся в Галицию, вёл там подпольную деятельность. В апреле 1924 года был арестован польской полицией и приговорён к 4-летнему заключению. В 1932—1938 годах — член правления издательского союза «Діло», в 1933—1938 годах — председатель Главного совета Католической ассоциации украинской молодёжи «Орлы», член Общества украинских ветеранов («комбатантов») «Молода Громада». С 1934 года — член сеньората УВО и Председатель Сената ОУН. После разгрома сети УВО-ОУН в Галиции избежал ареста, находился на службе у митрополита Андрея Шептицкого — был управляющим владениями Украинской грекокатолической церкви.
После гибели Е. Коновальца 11 ноября 1938 года при поддержке Шептицкого возглавил ОУН, 27 августа 1939 года получил полномочия «вождя» организации.

## Вторая мировая война
Мельник сотрудничал с германской разведкой (прежде всего с абвером), поскольку видел в немцах естественных союзников в борьбе против общего противника — поляков. В августе 1939 года получил от Канариса весьма призрачные гарантии, что после «освобождения» немцами Западной Украины Мельник будет назначен «руководителем» (нем. Leiter, фактически — вождём, предводителем, руководителем) украинского народа — это обещание так никогда и не было выполнено. С 12 октября 1939 года — глава Провода (Правления) ОУН. Ближайший соратник Мельника М. Сциборский составил проект конституции Украины, согласно которому на Украине предполагалось образовать «тоталитарное, авторитарное, корпоративное государство» с Мельником во главе.
После присоединения Западной Украины к УССР находился на территориях, занятых Германией, оттуда руководил подпольной работой. С 1941 года находился в Берлине. После нападения Германии на СССР во главе других ведущих украинских националистов, бывших офицеров армии УНР, обратился к Гитлеру:

Украинский народ, многовековая борьба которого за свою свободу не имеет равных в истории других народов, от всей души поддерживает идеалы Новой Европы. Весь украинский народ жаждет принять участие в реализации этих идеалов. Мы, старые борцы за свободу в 1918—1921 годах, просим, чтобы нам вместе с нашей украинской молодёжью позволили принять участие в крестовом походе против большевистского варварства. За двадцать один год оборонительной борьбы мы принесли кровавые жертвы и страдаем особенно в настоящее время от ужасного избиения многих наших соотечественников. Мы просим, чтобы нам позволили идти плечом к плечу с легионами Европы и нашим освободителем — германским вермахтом, и поэтому мы просим разрешить нам создать украинское военное формирование.— 
Обращение не возымело того действия, на которое рассчитывали националисты. В планы лидеров Германии не входило сотрудничество с теми, кто, как отмечал историк Д. Армстронг, «впоследствии могли принести массу неприятностей».
Мельник, так же как и ОУН-б, организовал засылку в города Украины так называемых «походных групп» своих сторонников, среди которых были видные деятели ОУН-м М. Сциборский, О. Кандыба-Ольжич, М. Величковский, Е. Сеник, писатели (У. Самчук, И. Рогач, Е. Телига и другие), которые на месте развернули пропагандистскую работу, вербовали сторонников среди местного населения (В. Багазий и другие). Вскоре после взятия немцами Киева (19 сентября 1941 года) походные группы мельниковцев прибыли в город. Однако их деятельность вызвала недовольство рейхскомиссара Э. Коха, и в январе-феврале 1942 года почти все легально действовавшие сторонники Мельника были арестованы, некоторые казнены. Полувоенные формирования ОУН Мельника (напр. Буковинский курень) были расформированы и включены в состав полиции.
Был арестован в Берлине 26 января 1944 года вместе с Дмитрием Андриевским. По сообщению Д. А. Армстронга, поводом для ареста руководителя ОУН-м и специалиста Провода по иностранным делам послужили антинемецкие публикации фракции мельниковцев в Восточной Украине и бумаги, обнаруженные на квартире О. Кандыбы во Львове. 26 февраля 1944 года Мельник был помещён в специальный блок для политических персон немецкого концлагеря «Заксенхаузен». 17 октября того же года был освобождён немцами.
Заместитель руководителя диверсионного управления абвера полковник Эрвин Штольце в своих показаниях, которые были приобщены Нюрнбергским трибуналом к эпизоду «Агрессия против СССР», заявил, что он лично отдавал указания Мельнику и Бандере «организовать сразу же после нападения Германии на Советский Союз провокационные выступления на Украине с целью подрыва ближайшего тыла советских войск, а также для того, чтобы убедить международное общественное мнение в происходящем якобы разложении советского тыла».

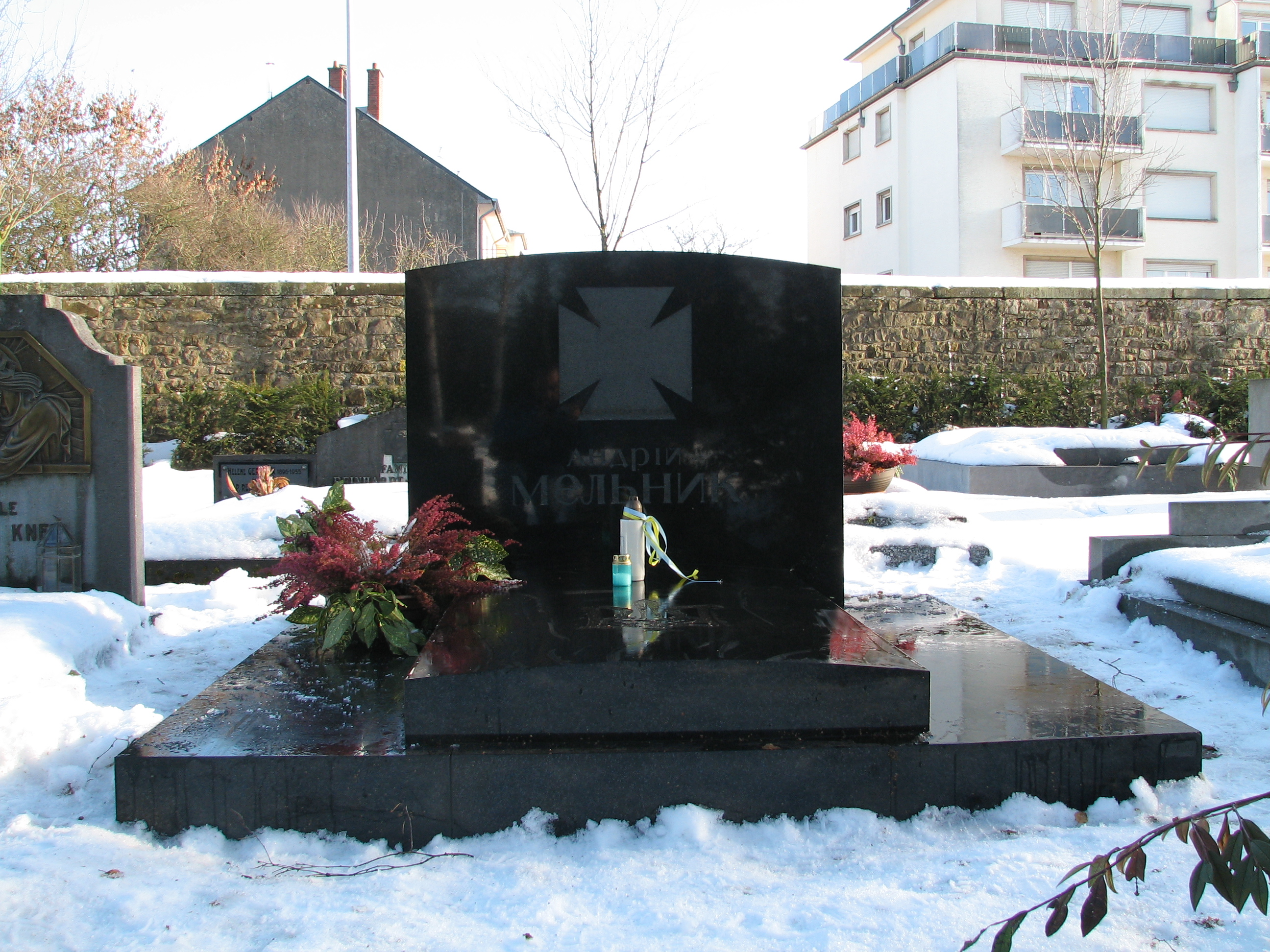
Памятник на месте захоронения

## Поздние годы

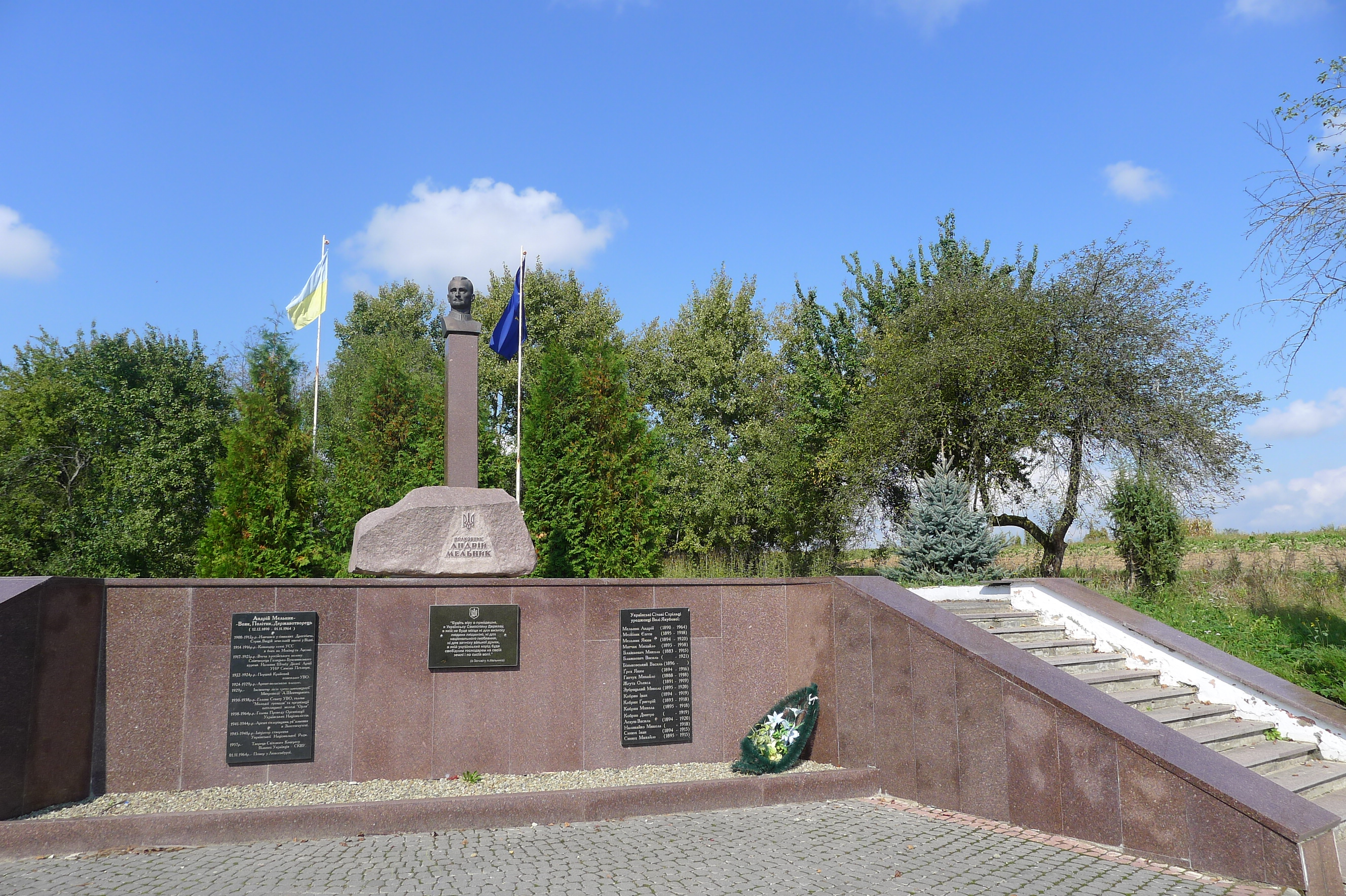
Мемориальный комплекс
в селе Воля Якубова

С 1945 года жил в Германии и Люксембурге. В 1947 году на Третьем Большом съезде украинских националистов избран пожизненным главой Провода Украинских националистов.
После войны стремился консолидировать украинских эмигрантов. В 1957 году выдвинул инициативу создания всемирной организации украинцев, в результате чего в 1967 году (уже после его смерти) был создан Всемирный конгресс украинцев. Умер в г. Клерво (Великое герцогство Люксембург), похоронен в городе Люксембург.

## Память
Памятник Андрею Мельнику установлен в Ивано-Франковске. Его именем названы улицы в нескольких городах Украины: Киеве, Львове, Дрогобыче, Ивано-Франковске и Ровно.
В краеведческом музее Дрогобычина создана Мемориальная комната Андрея Мельника. Мемориальный комплекс установлен на родине, в селе Воля Якубова Львовской области.